# Aleksej Kulešov
Aleksej Vladimirovič Kulešov (in russo Алексей Владимирович Кулешов?; Frjazino, 24 febbraio 1979) è un ex pallavolista russo.

## Palmarès

### Club
- Champions League: 1

2015-16

### Nazionale (competizioni minori)
- European League 2004